# Catopuma badia
Il gatto baio (Catopuma badia Gray, 1874) o gatto dorato del Borneo è un felino del genere Catopuma, endemico dell'isola del Borneo. Della taglia di un gatto domestico, somiglia al gatto di Temminck, ma possiede un manto uniforme rosso o grigio, con una lunga coda. È uno dei felini meno conosciuti: dati sulla sua riproduzione e sulle sue abitudini di vita non sono mai stati raccolti. Si ritiene che abiti le foreste primarie e dia la caccia a piccoli animali come i roditori.
Poco noto dalle popolazioni locali, questo felino è stato per lungo tempo conosciuto solo attraverso le pelli e i crani conservati nei musei di Storia naturale. I dati biometrici e morfologici del gatto baio si basano quasi interamente su un unico esemplare catturato per caso nel 1992 e la prima fotografia di questo felino allo stato selvaggio risale al 1998. Da allora, la comunità scientifica dispone di una trentina di fotografie scattate nel corso degli anni 2000 grazie alle trappole fotografiche.
Classificato come «In pericolo» dall'IUCN, il gatto baio è protetto in tutta la sua area di diffusione. Le principali minacce che pesano sulla specie sono il bracconaggio e la deforestazione. È una delle specie incluse nel programma di ricerca Bornean Wild Cat and Clouded Leopard Project, progetto che mira a fornire dati comportamentali ed ecologici sui felini del Borneo e dovrebbe, in futuro, beneficiare di un piano di protezione.

## Tassonomia

### Descrizione originaria

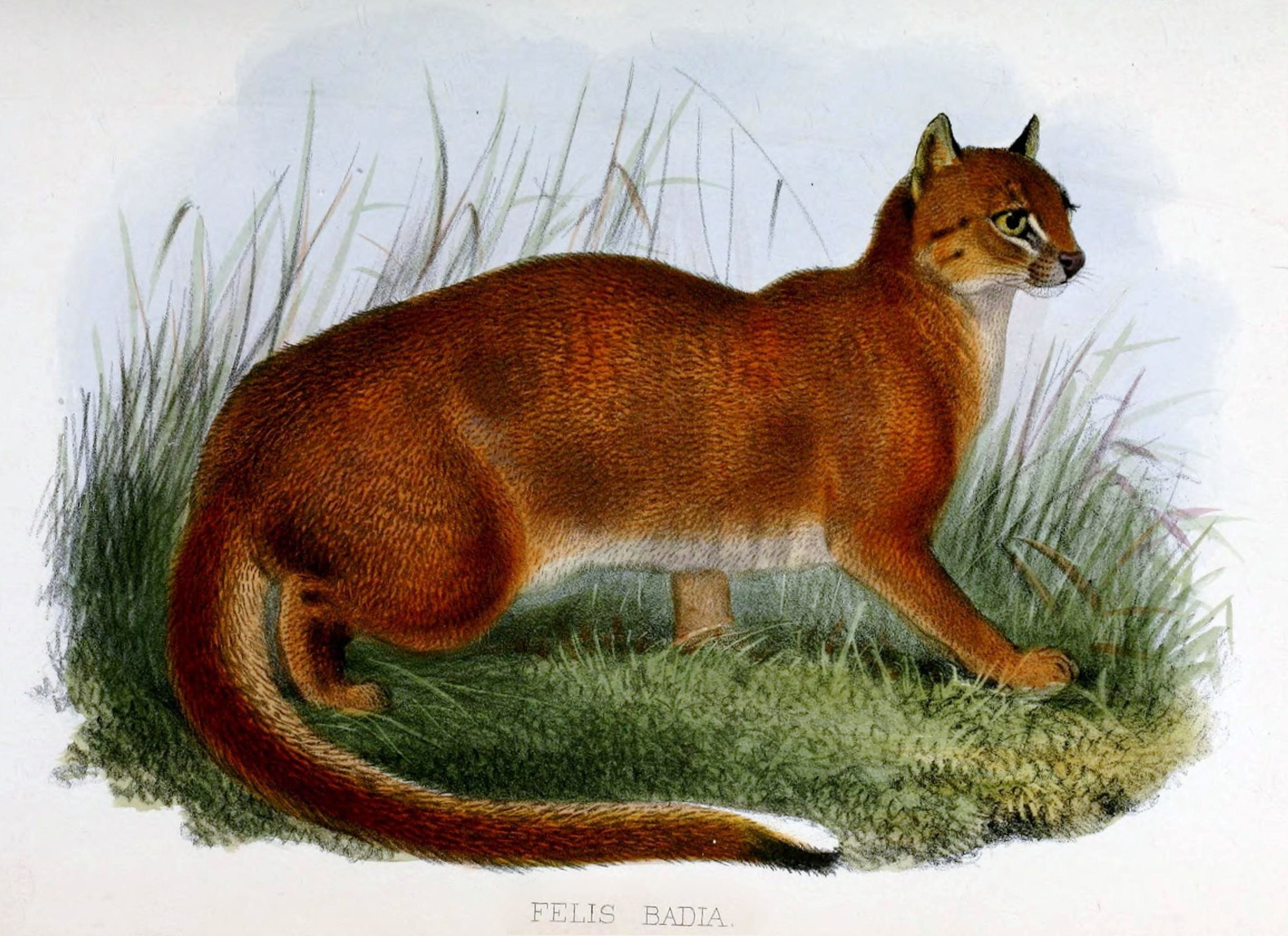
Primo disegno del gatto baio; accompagnava la descrizione originaria di J. E. Gray, nel 1874.

Il primo esemplare di gatto baio venne raccolto nel Sarawak da Alfred Russel Wallace nel 1855 e raggiunse la collezione del British Museum l'anno seguente. Questo olotipo era mal conservato, e pertanto venne registrato sotto il nome latino di Felis planiceps, vale a dire Prionailurus planiceps, nome scientifico del gatto a testa piatta. Venne in seguito considerato come un piccolo di gatto di Temminck, ma lo studio del cranio non confermò questa ipotesi. John Edward Gray lo considerò allora come una nuova specie, ma aspettò di ricevere maggiori informazioni sull'animale prima di descriverlo ufficialmente. Dopo una ventina d'anni, nel 1874, decise di descrivere la specie sotto il protonimo di Felis badia e a partire da un solo olotipo, anch'esso danneggiato. Gli esemplari successivi vennero raccolti nel 1888 e nel 1894.

### Evoluzione della specie
L'aspetto del gatto baio è molto simile a quello del gatto di Temminck (Catopuma temminckii). Inoltre, degli studi condotti sui crani delle due specie, così come i confronti genetici, hanno dimostrato che sono parenti molto stretti. L'area di diffusione del gatto di Temminck comprende l'isola di Sumatra, separatasi dal Borneo tra i 10.000 e i 15.000 anni fa. Queste diverse osservazioni hanno portato a ipotizzare che il gatto baio fosse una sottospecie insulare del gatto di Temminck.
Tuttavia, degli studi condotti nel 2007 hanno dimostrato che i felini si sono diversificati seguendo otto linee evolutive diverse. Quella che avrebbe condotto alle tre specie dei generi Pardofelis e Catopuma è la seconda a essersi differenziata, circa 9,4 milioni di anni fa. Il gatto di Temminck e il gatto baio si sono separati circa quattro milioni di anni fa, ben prima che si separassero le isole della Sonda: i due felini formano quindi due specie differenti. Questi due gatti erano già considerati in passato gli unici rappresentanti del genere Catopuma, ma nel 2008 furono inseriti nel genere Pardofelis assieme al gatto marmorizzato (Pardofelis marmorata), per essere poi riclassificati in Catopuma sulla base di alcune differenze nella morfologia del cranio; inoltre, P. marmorata presenta un'articolazione dell'anca flessibile e una coda allungata come adattamenti a uno stile di vita arboricolo.
Albero filogenetico dei generi Pardofelis e Catopuma:
|  | Pardofelis marmorata - Gatto marmorizzato                                                               |
|  | |
|  | \| \| Catopuma temminckii - Gatto di Temminck \| \| \| \| \| \| Catopuma badia - Gatto baio \| \| \| \| |
|  | |
|  | Catopuma temminckii - Gatto di Temminck                                                                 |
|  | |
|  | Catopuma badia - Gatto baio                                                                             |
|  | |

|  | Catopuma temminckii - Gatto di Temminck |
|  |                                         |
|  | Catopuma badia - Gatto baio             |
|  |                                         |

## Descrizione

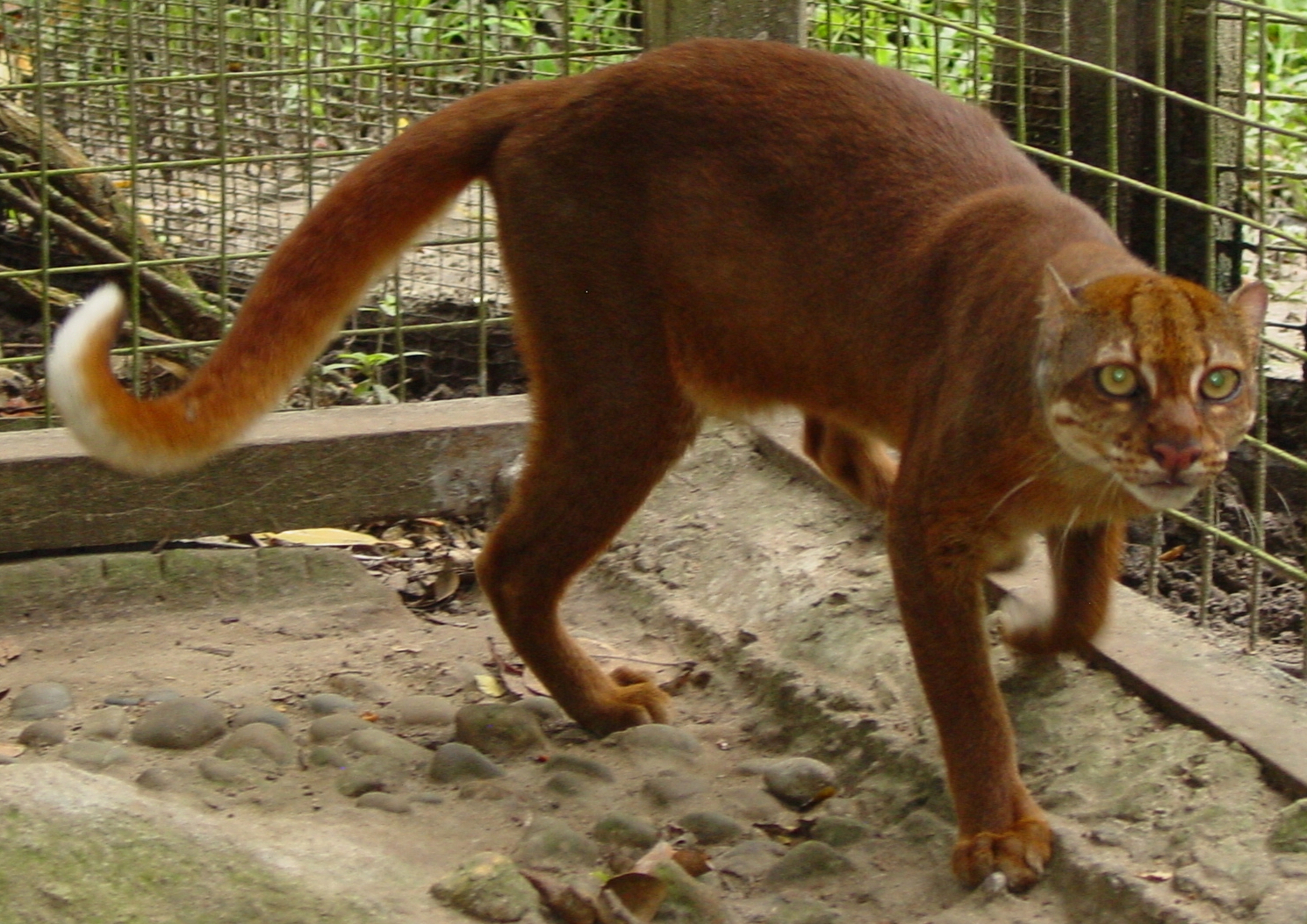
Forma rossa del gatto baio.

Il manto del gatto baio esiste in due forme differenti: una rossa e una grigia. Nonostante in passato si ritenesse che la forma rossa prevalesse su quella grigia, delle ricerche hanno dimostrato che non vi è nessuna fase dominante e che i due colori si possono trovare indifferentemente nello stesso gruppo di individui. Sul corpo si possono trovare alcune tracce di macchie. Il ventre è più chiaro, leggermente maculato. La parte inferiore della coda è caratterizzata da una lunga zona di colore biancastro che si estende dalla base al centro della coda.
La testa è di forma arrotondata. Il rovescio delle orecchie, poste piuttosto in basso sul cranio, è grigio scuro e non presenta macchie bianche nel mezzo. Dall'angolo interno di ciascun occhio si diparte una sottile striscia che si allunga sulla fronte, mentre altre strisce poco visibili attraversano longitudinalmente le guance. Sul retro del cranio, dei segni formano una sorta di lettera M. La dentatura è caratterizzata da un primo premolare superiore di piccole dimensioni, con una corona arrotondata e una singola radice.
Il corpo, testa inclusa, misura tra 50 e 69 cm, mentre la coda ne misura tra 35 e 43. La lunghezza totale viene stimata attorno agli 85 cm e l'altezza al garrese, simile a quella del gatto domestico, è di 28–30 cm. Il peso del gatto baio viene stimato tra i due e i quattro chilogrammi.

## Distribuzione e habitat

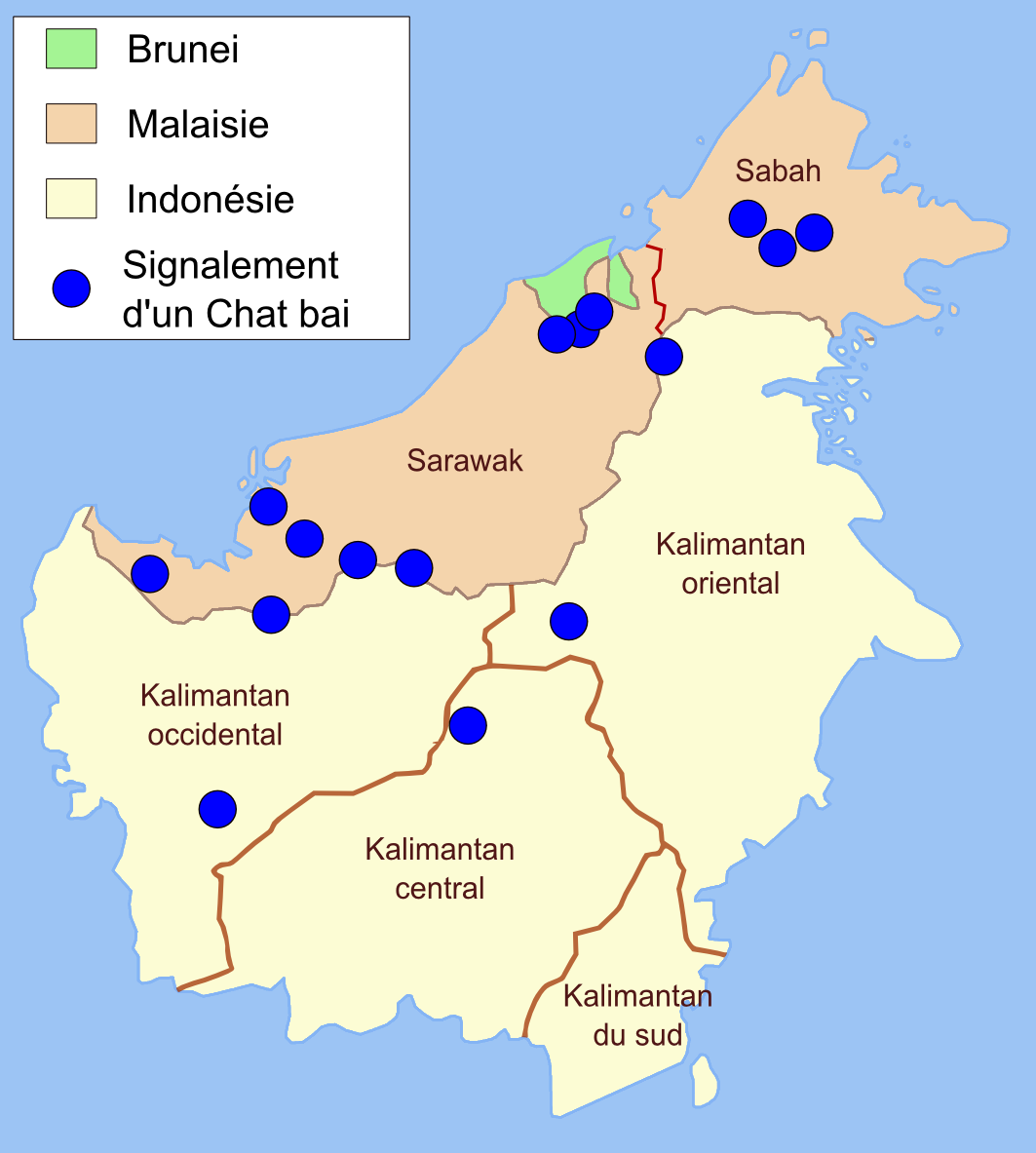
Carta delle segnalazioni della presenza del gatto baio raccolte dal 1855.

### Areale
Il gatto baio è endemico dell'isola del Borneo. È stato avvistato nei due Stati malesi del Sarawak e del Sabah, sulla punta settentrionale e nord-occidentale dell'isola. Nelle province indonesiane del Kalimantan, gli avvistamenti sono concentrati nel centro dell'isola.

### Habitat
Il gatto baio è stato più spesso osservato nelle foreste primarie, soprattutto nelle foreste di dipterocarpacee. Qualche avvistamento è stato registrato nelle foreste secondarie di dipterocarpacee e uno solo in un mangrovieto. La maggior parte delle osservazioni sono state registrate sulle alture del Borneo e, sebbene possa trattarsi solo di una distorsione da selezione, nei pressi di un corso d'acqua. Il gatto baio è in grado di sopravvivere e di ricolonizzare le foreste modificate dagli abbattimenti selettivi, ma con una possibile riduzione della sua densità di popolazione.
Si può incontrare tra i 500 e i 900 metri di altitudine. È possibile che il gatto baio possa vivere fino a 1800 metri, ma l'unica osservazione sul monte Kinabalu non è mai stata confermata.

## Biologia
Si sa poco riguardo al suo comportamento. Viene ritenuto feroce e conduce probabilmente vita solitaria. Si nutre di piccoli mammiferi quali ratti o topi, ma anche di insetti, di scimmie e di uccelli. Alle volte, probabilmente, consuma anche carogne e può attaccare prede più grandi di lui. Si ritiene che cacci da solo. A quanto pare sembra essere diurno, con un picco di attività all'alba.

## Conservazione

### Minacce e protezione
Il numero degli esemplari di gatto baio in natura è sconosciuto, ma probabilmente è scarso. Nel 2008, la popolazione selvatica è stata stimata in meno di 2500 esemplari e si teme che la popolazione di gatto baio diminuisca di oltre il 20% nel corso dei dodici anni seguenti. Il traffico stradale sembrerebbe essere una causa di mortalità, ma le principali minacce sono il bracconaggio che alimenta il traffico di pellicce e di animali da compagnia, e la deforestazione. La rarità del gatto baio e la sua protezione parziale conferitale dalla CITES ne hanno fatto un felino molto ricercato dai bracconieri: esportare un gatto baio è un'operazione facile e molto redditizia, in quanto un esemplare vivente si può vendere anche a più di 10.000 dollari agli zoo stranieri.
La specie gode di protezione legale in tutta la sua area di diffusione. Il gatto baio compare nell'Appendice II della CITES dal 1977, il che significa che il suo commercio è semplicemente controllato, ma non vietato, né soggetto ad autorizzazione. È considerato come «In pericolo» (EN) dal 2002 dall'Unione internazionale per la conservazione della natura (IUCN). I progetti di conservazione sono poco rilevanti, e più spesso rivolti verso altre specie più emblematiche.
Il gatto baio non è mai stato allevato in cattività, ma ne sono stati catturati accidentalmente alcuni esemplari. Un primo gatto baio venne catturato da alcuni cacciatori nel 1992, ma la cattura fu dovuta al caso. Si trattava di una femmina trasportata in fin di vita al Museo del Sarawak che pesava appena 1,95 kg e che morì rapidamente. La prima foto di un gatto baio venne scattata grazie alla cattura di un esemplare nel 1998. Nel 2000, si cercò di inviare due gatti bai catturati da alcuni cacciatori in un centro di riproduzione nell'America del Nord, ma morirono prima di riuscire a oltrepassare la frontiera. Una femmina venne recuperata dallo staff del Semenggoh Wildlife Rehabilitation Center a seguito di un fallito tentativo di vendita illegale, ma morì poco tempo dopo di polmonite nel 2003; il corpo venne rapidamente incenerito dal servizio veterinario. Nel dicembre 2003, due gatti bai, un maschio e una femmina, vennero catturati accidentalmente. I due felini si erano avvicinati a una voliera e avevano catturato dei fagiani. La femmina morì rapidamente e il maschio, prima che potesse essere osservato dagli studiosi, venne rilasciato nel 2005.

### Rapporti con le popolazioni locali

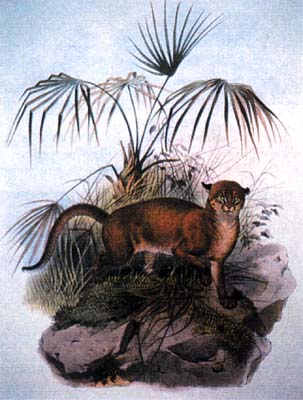
Rappresentazione di un gatto baio di William Jardine.

Per due volte, è stato segnalato che dei copricapi da cerimonia dei Dayak del nord-est del Kalimantan erano stati confezionati con pelli di gatto baio.
L'isola del Borneo ospita cinque specie di felini. Quando gli studiosi hanno mostrato foto che ritraevano questi animali agli abitanti di alcuni villaggi del Sabah e del Sarawak, solamente il gatto baio non veniva riconosciuto. Tuttavia, i cacciatori sono a conoscenza della rarità di questo felino.

### Prove dell'esistenza
Il gatto baio è a tutt'oggi quasi sconosciuto. Per molto tempo, tutto ciò che ne attestava l'esistenza erano solamente sette esemplari raccolti tra il 1855 e il 1928, le cui pelli e crani erano sparsi nei musei di Storia naturale. Nel 2006, il totale ammontava a due esemplari conservati nel museo del Sarawak, e a otto conservati in musei europei e americani. Il primo gatto baio catturato nel 1992 venne congelato fino alla sua identificazione formale da parte degli scienziati; fu così possibile prelevarne per la prima volta tessuti e campioni di sangue. La maggior parte delle osservazioni morfologiche riguardanti il gatto baio sono state fatte a partire da questo esemplare.
Le prime foto in natura furono scattate nel 1998. Altre fotografie furono scattate nel parco nazionale di Mulu e nel santuario naturale di Lanjak-Entimau nel 2003; esse contribuirono a promuovere la ricerca su questo felino, che si riteneva scomparso. Nuove fotografie, riprese dalle trappole fotografiche il 17 ottobre 2005, più altre scattate nel 2008, hanno portato il numero totale delle fotografie in natura a trentadue.

### Ricerche sul campo

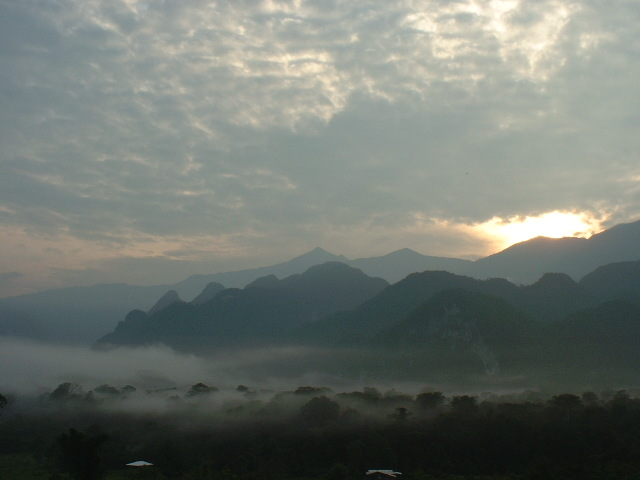
Il parco nazionale di Mulu, habitat del gatto baio.

Ricerche approfondite sul gatto baio sono state condotte tra il marzo 2003 e l'aprile 2006. I metodi di investigazione comprendevano l'installazione di trappole fotografiche, osservazioni sul campo, interviste agli abitanti dei villaggi, ai cacciatori e ai ricercatori locali, e infine la ricerca di tutti i dati disponibili sull'argomento. Nel corso di questi tre anni e un mese di ricerche, sono state segnalate quindici osservazioni affidabili del felino: ogni volta si trattava sempre di incontri casuali. Tuttavia, delle 5034 immagini riprese dalle trappole fotografiche, solo una mostrava un gatto baio. Gli autori della ricerca consigliarono di inserire il gatto baio nell'Appendice I della CITES.
Il Bornean Wild Cat and Clouded Leopard Project è un progetto di ricerca il cui fine è lo studio congiunto delle cinque specie di felini dell'isola del Borneo, le cui abitudini non sono ben note. Le conoscenze acquisite durante questo progetto dovrebbero aiutare a comprendere meglio il comportamento e l'ecologia di questi felini e di individuare il loro adattamento agli ambienti modificati dallo sfruttamento forestale. Il progetto permette anche agli scienziati e agli studenti locali di acquisire familiarità con le ricerche sul campo e di sensibilizzare la popolazione locale alla protezione della loro fauna. Infine, il Bornean Wild Cat and Clouded Leopard Project dovrebbe proporre un programma di conservazione dei felini selvatici del Borneo.
La zona selezionata per lo studio è stata la Danum Valley Conservation Area, una foresta di dipterocarpacee nel territorio del Sabah, una cui parte è stata modificata dagli abbattimenti selettivi condottivi a partire dagli anni '60. Le ricerche si sono basate sul posizionamento di trappole fotografiche e sulla cattura di esemplari allo scopo di equipaggiarli di un collare radio. Avviato nel 2007, il progetto è durato tre anni e ha permesso di triplicare il numero di fotografie di gatto baio e di fare luce su alcuni interrogativi riguardo al suo comportamento e alla sua morfologia; i ricercatori sperano di riuscire a valutare la densità di popolazione del gatto baio grazie alle fotografie. Nel corso del progetto, nel novembre 2009, è stato ripreso anche il primo video di questo felino.